# Phaedyma alesia
Phaedyma alesia är en fjärilsart som beskrevs av Hans Fruhstorfer 1905. Phaedyma alesia ingår i släktet Phaedyma och familjen praktfjärilar. Inga underarter finns listade i Catalogue of Life.